# Ruta Mur
Ruta Mur, pseudonimo di Rūta Murinaitė (...), è una cantante lituana.

## Biografia
Ruta Mur ha avviato la sua carriera artistica nell'estate del 2015. Il suo stile musicale si ispira al synth pop degli anni '80. Ha pubblicato il suo album di debutto, Famous, nel 2018; nel 2020 è stata la volta del secondo disco, Love Story Short, che ha promosso con il suo primo concerto come solista.
Nell'autunno del 2022 Ruta Mur ha pubblicato il suo terzo album, Prime Time, che ha raggiunto la 33ª posizione della classifica lituana. Il singolo apripista, So Low, già candidato ai premi M.A.M.A. al video musicale dell'anno, è stato scelto dalla radiotelevisione nazionale LRT fra i 30 partecipanti a Pabandom iš naujo! 2023, festival utilizzato per selezionare il rappresentante lituano all'annuale Eurovision Song Contest. Dopo essersi qualificata prima dai quarti di finale e poi dalle semifinali del programma, classificandosi prima in entrambe le occasioni, il 18 febbraio 2023 Ruta Mur si è esibita alla finale, dove ha vinto il televoto ed è arrivata 2ª nel voto della giuria, fermandosi al 2º posto una volta combinati i punteggi. So Low ha raggiunto la 17ª posizione nella classifica lituana dei singoli.

## Vita privata
Ruta Mur è apertamente omosessuale.

## Discografia

### Album in studio
- 2018 – Famous
- 2020 – Love Story Short
- 2022 – Prime Time
- 2024 – Meridiem

### EP
- 2019 – Pasakojimai apie...

### Singoli
- 2018 – I Need Your Love
- 2019 – A Loner
- 2020 – Divine Thing
- 2020 – Lovers
- 2020 – Aš visada žinojau, kuo noriu būt (con i Golden Parazyth)
- 2020 – Always & Forever
- 2020 – Aš jaučiu tai, ką tu jauti
- 2021 – Caribbean Love Holiday
- 2021 – Swimmer Girl Remix (con i Mindaugas Jak)
- 2022 – So Low
- 2022 – Agnės arija iš TikTok operos Planeta Deluxe
- 2023 – Forever
- 2024 – Fix Yourself
- 2024 – Time
- 2024 – Hold Me (feat. Jurijus)
- 2024 – Saugok širdį (con Leon Somov)
- 2024 – Aš ir tu (con Leon Somov)

### Collaborazioni
- 2023 – You're My Heart, You're My Soul (Jovani feat. Ruta Mur)